# Asifābād
Asifābād är en ort i Indien.   Den ligger i distriktet Ādilābād och delstaten Telangana, i den centrala delen av landet, 1 100 km söder om huvudstaden New Delhi. Asifābād ligger 215 meter över havet och antalet invånare är 21 213.
Terrängen runt Asifābād är platt åt nordost, men åt sydväst är den kuperad. Runt Asifābād är det ganska tätbefolkat, med 172 invånare per kvadratkilometer. Närmaste större samhälle är Kagaznāgār, 19,3 km öster om Asifābād. Trakten runt Asifābād består till största delen av jordbruksmark.